# 土城镇 (巫溪县)
土城乡，是中华人民共和国重庆市巫溪县下辖的一个乡镇级行政单位。

## 行政区划
土城乡下辖以下地区：
坪头村、坪阳村、土城村、颜家村、石壁村、五峰村、和平村、西坪村、黄龙村、石柱村、鱼塘村和平安村。